# Serapias perez-chiscanoi
Serapias perez-chiscanoi là một loài phong lan đặc hữu thuộc chi miền tây Bồ Đào Nha và miền tây Tây Ban Nha.